# Olivier Deschacht
Oliver Deschacht (Gand, 16 febbraio 1981) è un allenatore di calcio ed ex calciatore belga, di ruolo difensore, attuale vice allenatore dell'Under-21 belga.
È primatista di presenze (101) con la maglia dell'Anderlecht nelle competizioni UEFA per club.

## Carriera

### Club
Cresce calcisticamente nelle giovanili del Gent (1991-1995), del Lokeren (1995-1997) e dell'Anderlecht (1997-2001).
Nella sua carriera professionistica ha militato per quasi venti anni nell'Anderlecht, con cui ha giocato dal 2001 al 2018 e di cui può esser considerato una storica bandiera con più di 400 presenze.

### Nazionale
Dal 2003 al 2010 è stato nel giro della Nazionale di calcio del Belgio ottenendo 20 presenze.

## Statistiche

### Presenze e reti nei club
| Stagione          | Squadra           | Campionato        | Campionato | Campionato | Coppe nazionali | Coppe nazionali | Coppe nazionali | Coppe continentali | Coppe continentali | Coppe continentali | Altre coppe | Altre coppe | Altre coppe | Totale | Totale | Totale |
| Stagione          | Squadra           | Comp              | Pres       | Reti       | Comp            | Pres            | Reti            | Comp               | Pres               | Reti               | Comp        | Pres        | Reti        | Pres   | Reti   |        |
| ----------------- | ----------------- | ----------------- | ---------- | ---------- | --------------- | --------------- | --------------- | ------------------ | ------------------ | ------------------ | ----------- | ----------- | ----------- | ------ | ------ | ------ |
| 2001-2002         | Anderlecht        | D1                | 12         | 0          | CB              | 0               | 0               | UCL                | 0                  | 0                  | SB          | 0           | 0           | 12     | 0      |        |
| 2002-2003         | Anderlecht        | D1                | 19         | 0          | CB              | 3               | 0               | CU                 | 0                  | 0                  | -           | -           | -           | 22     | 0      |        |
| 2003-2004         | Anderlecht        | D1                | 29         | 0          | CB              | 5               | 0               | UCL                | 10                 | 0                  | -           | -           | -           | 44     | 0      |        |
| 2004-2005         | Anderlecht        | D1                | 33         | 1          | CB              | 2               | 0               | UCL                | 8                  | 0                  | SB          | 1           | 0           | 44     | 1      |        |
| 2005-2006         | Anderlecht        | D1                | 33         | 0          | CB              | 1               | 0               | UCL                | 9                  | 0                  | -           | -           | -           | 43     | 0      |        |
| 2006-2007         | Anderlecht        | D1                | 34         | 1          | CB              | 6               | 0               | UCL                | 6                  | 0                  | SB          | 1           | 0           | 47     | 1      |        |
| 2007-2008         | Anderlecht        | D1                | 27         | 0          | CB              | 5               | 0               | UCL+CU             | 2+7                | 0                  | SB          | 1           | 0           | 42     | 0      |        |
| 2008-2009         | Anderlecht        | D1                | 32+2       | 0          | CB              | 2               | 0               | UCL                | 1                  | 0                  | SB          | 1           | 0           | 38     | 0      |        |
| 2009-2010         | Anderlecht        | D1                | 27+10      | 0          | CB              | 3               | 0               | UCL+UEL            | 4+9                | 0                  | -           | -           | -           | 53     | 0      |        |
| 2010-2011         | Anderlecht        | D1                | 12+1       | 1          | CB              | 0               | 0               | UCL+UEL            | 3+3                | 0                  | SB          | 1           | 0           | 20     | 1      |        |
| 2011-2012         | Anderlecht        | D1                | 13+3       | 0          | CB              | 2               | 0               | UEL                | 3                  | 0                  | -           | -           | -           | 21     | 0      |        |
| 2012-2013         | Anderlecht        | D1                | 20+7       | 2          | CB              | 3               | 0               | UCL                | 8                  | 0                  | SB          | 1           | 0           | 39     | 2      |        |
| 2013-2014         | Anderlecht        | D1                | 18+10      | 2          | CB              | 2               | 0               | UCL                | 2                  | 0                  | SB          | 1           | 0           | 33     | 2      |        |
| 2014-2015         | Anderlecht        | D1                | 30+10      | 1+3        | CB              | 7               | 0               | UCL+UEL            | 6+2                | 0                  | SB          | 1           | 0           | 56     | 4      |        |
| 2015-2016         | Anderlecht        | D1                | 28+4       | 0          | CB              | 1               | 0               | UEL                | 10                 | 0                  | -           | -           | -           | 43     | 0      |        |
| 2016-2017         | Anderlecht        | D1                | 12+4       | 0          | CB              | 0               | 0               | UCL+UEL            | 0+4                | 0                  | -           | -           | -           | 20     | 0      |        |
| 2017-2018         | Anderlecht        | D1                | 16         | 0          | CB              | 0               | 0               | UCL                | 4                  | 0                  | SB          | 1           | 0           | 21     | 0      |        |
| Totale Anderlecht | Totale Anderlecht | Totale Anderlecht | 395+51     | 8+3        |                 | 42              | 0               |                    | 101                | 0                  |             | 8           | 0           | 598    | 11     |        |
| 2018-2019         | Lokeren           | D1                | 14         | 1          | CB              | 2               | 0               |                    | -                  | -                  |             | -           | -           | 16     | 1      |        |
| Totale carriera   | Totale carriera   | Totale carriera   | 409+51     | 9+3        |                 | 44              | 0               |                    | 101                | 0                  |             | 8           | 0           | 614    | 12     |        |

### Cronologia presenze e reti in nazionale
| Cronologia completa delle presenze e delle reti in nazionale ― Belgio | Cronologia completa delle presenze e delle reti in nazionale ― Belgio | Cronologia completa delle presenze e delle reti in nazionale ― Belgio | Cronologia completa delle presenze e delle reti in nazionale ― Belgio | Cronologia completa delle presenze e delle reti in nazionale ― Belgio | Cronologia completa delle presenze e delle reti in nazionale ― Belgio | Cronologia completa delle presenze e delle reti in nazionale ― Belgio | Cronologia completa delle presenze e delle reti in nazionale ― Belgio |
| Data                                                                  | Città                                                                 | In casa                                                               | Risultato                                                             | Ospiti                                                                | Competizione                                                          | Reti                                                                  | Note                                                                  |
| --------------------------------------------------------------------- | --------------------------------------------------------------------- | --------------------------------------------------------------------- | --------------------------------------------------------------------- | --------------------------------------------------------------------- | --------------------------------------------------------------------- | --------------------------------------------------------------------- | --------------------------------------------------------------------- |
| 30-4-2003                                                             | Bruxelles                                                             | Belgio                                                                | 3 – 1                                                                 | Polonia                                                               | Amichevole                                                            | -                                                                     | 88’                                                                   |
| 20-8-2003                                                             | Bruxelles                                                             | Belgio                                                                | 1 – 1                                                                 | Paesi Bassi                                                           | Amichevole                                                            | -                                                                     | 73’                                                                   |
| 11-10-2003                                                            | Liegi                                                                 | Belgio                                                                | 2 – 0                                                                 | Estonia                                                               | Qual. Euro 2004                                                       | -                                                                     | 56’                                                                   |
| 31-3-2004                                                             | Colonia                                                               | Germania                                                              | 3 – 0                                                                 | Belgio                                                                | Amichevole                                                            | -                                                                     | 65’                                                                   |
| 28-4-2004                                                             | Bruxelles                                                             | Belgio                                                                | 2 – 3                                                                 | Turchia                                                               | Amichevole                                                            | -                                                                     | 46’                                                                   |
| 18-8-2004                                                             | Oslo                                                                  | Norvegia                                                              | 2 – 2                                                                 | Belgio                                                                | Amichevole                                                            | -                                                                     | 70’                                                                   |
| 9-10-2004                                                             | Santander                                                             | Spagna                                                                | 2 – 0                                                                 | Belgio                                                                | Qual. Mondiali 2006                                                   | -                                                                     | 15’                                                                   |
| 17-11-2004                                                            | Bruxelles                                                             | Belgio                                                                | 0 – 2                                                                 | Serbia e Montenegro                                                   | Qual. Mondiali 2006                                                   | -                                                                     | 18’ 27’                                                               |
| 4-6-2005                                                              | Belgrado                                                              | Serbia e Montenegro                                                   | 0 – 0                                                                 | Belgio                                                                | Qual. Mondiali 2006                                                   | -                                                                     |                                                                       |
| 17-8-2005                                                             | Bruxelles                                                             | Belgio                                                                | 2 – 0                                                                 | Grecia                                                                | Amichevole                                                            | -                                                                     |                                                                       |
| 3-9-2005                                                              | Zenica                                                                | Bosnia ed Erzegovina                                                  | 1 – 0                                                                 | Belgio                                                                | Qual. Mondiali 2006                                                   | -                                                                     |                                                                       |
| 7-9-2005                                                              | Anversa                                                               | Belgio                                                                | 8 – 0                                                                 | San Marino                                                            | Qual. Mondiali 2006                                                   | -                                                                     |                                                                       |
| 8-10-2005                                                             | Bruxelles                                                             | Belgio                                                                | 0 – 2                                                                 | Spagna                                                                | Qual. Mondiali 2006                                                   | -                                                                     | 68’                                                                   |
| 12-10-2005                                                            | Vilnius                                                               | Lituania                                                              | 1 – 1                                                                 | Belgio                                                                | Qual. Mondiali 2006                                                   | -                                                                     | 50’                                                                   |
| 12-8-2009                                                             | Teplice                                                               | Rep. Ceca                                                             | 3 – 1                                                                 | Belgio                                                                | Amichevole                                                            | -                                                                     | 80’                                                                   |
| 5-9-2009                                                              | La Coruña                                                             | Spagna                                                                | 5 – 0                                                                 | Belgio                                                                | Qual. Mondiali 2010                                                   | -                                                                     | 29’                                                                   |
| 9-9-2009                                                              | Erevan                                                                | Armenia                                                               | 2 – 1                                                                 | Belgio                                                                | Qual. Mondiali 2010                                                   | -                                                                     |                                                                       |
| 17-11-2009                                                            | Bruxelles                                                             | Belgio                                                                | 2 – 0                                                                 | Qatar                                                                 | Amichevole                                                            | -                                                                     |                                                                       |
| 9-5-2010                                                              | Bruxelles                                                             | Belgio                                                                | 2 – 1                                                                 | Bulgaria                                                              | Amichevole                                                            | -                                                                     | 66’                                                                   |
| 8-10-2010                                                             | Astana                                                                | Kazakistan                                                            | 0 – 2                                                                 | Belgio                                                                | Qual. Euro 2012                                                       | -                                                                     |                                                                       |
| Totale                                                                |                                                                       | Presenze                                                              | 20                                                                    |                                                                       | Reti                                                                  | 0                                                                     |                                                                       |

## Palmarès

### Club

#### Competizioni nazionali
- Campionato belga: 8

Anderlecht: 2003-2004, 2005-2006, 2006-2007, 2009-2010, 2011-2012, 2012-2013, 2013-2014, 2016-2017
- Coppa del Belgio: 1

Anderlecht: 2007-2008
- Supercoppa belga: 6

Anderlecht: 2006, 2007, 2012, 2013, 2014, 2017